# 住友74式7.62毫米車載機槍
住友74式7.62毫米車載機槍（Nanayon-shiki Shasai Nana-ten-rokuni-miri Kikanjū）是一挺由日本日特金屬工業槍械工學設計師河村正彌博士研製，並且由住友重機械工業生產的彈鏈供彈及氣動式操作的車載中型机枪，為住友62式7.62毫米機槍的裝甲戰鬥車輛固定衍生型，並且被陸上自衞隊作為装甲兵（日本稱為機甲科）部隊制式武器，發射7.62×51毫米北约口徑步枪子彈。
作為62式7.62毫米機槍的衍生型，74式車載機槍為了能夠搭載於各種载具以上使用，還將總重量倍翻增加。其中1型還可安裝於三腳架以上，作為固地機槍單獨操作。目前74式車載機槍安裝在陸上自衛隊部隊的坦克與各式裝甲車，以及海上自衛隊的直升機以上。
就像大多數現代的日本製造的槍支，它倆由於受到日本国宪法的限制而從不出口。

## 概述
74式車載機槍的重量達到20.4公斤（44.97磅），這樣比重量為10.15公斤（22.38磅）的62式要重。
74式7.62毫米車載機槍使用與62式7.62毫米機槍相同的內部機構，以及與白朗寧M2 12.7毫米重機槍同樣的車載用途Ｖ字「蝴蝶型」型扳機機構。從载具上拆卸以後進行射擊時，雙手需要緊握安裝在機槍尾部（為62式的槍托位置）的兩手用Ｄ型握把（又稱作雙鏟型握把），然後按壓扳機射擊。
槍管與62式的不同之處，在於取消了其表面加工而成的散熱片，並且改造為厚重管壁。射速可在約700發／分鐘與約1,000發／分之間切換。2型時還將提把移除了。
使用彈種為7.62毫米M80普通彈、7.62毫米M80普通彈（減裝彈）、7.62毫米M62曳光彈、7.62毫米M162曳光彈（減裝彈）以及7.62毫米空包彈。
應該指出的是，知道在61式戰車以前是接受來自美军供應武器的該世代或更早以前的自衛隊隊員，已經作出了較為喜歡可靠性較高的白朗寧M1919（cal.30）機槍的斷言。
2013年，生產商住友重機械工業自74式7.62毫米車載機槍獲採用為制式武器的首年（即1974年），生產的超過數十年間，被發現至少5,350挺的槍管的耐久性和子彈發射速度涉嫌偽造檢測數據，將不符合性能需要的機槍交付給防衛省而被指名停止懲罰。據該省，涉嫌偽造檢測數據的武器為12.7毫米重機槍、7.62毫米機槍與5.56毫米輕機槍三種槍型。具體而言發現的事實如下：
- 從昭和49年度（1974年）到平成14年度（2002年）間，在契約分的耐力射擊測試之中不符合規格的規定，試驗成績書的試驗結果被加入篡改了的資料。
- 射速測試之中，出現射擊停止、發射不能時，只略為進行修理及調整後，不進行再射擊試驗到位就交付。
- 射速測試之中，雖然不能達到射速要求，但篡改了的測試結果而得以交付。
- 平成22年度（2010年）以後的契約分，為了滿足射速的規格而進行了修改，但事前沒有獲得防衛省的授權批准。

## 運用
74式7.62毫米車載機槍被陸上自衛隊用作三菱74式、90式和10式主戰坦克、三菱89式裝甲戰鬥車、小松87式偵察警戒車、82式指揮通信車和機動戰鬥車等载具的同軸機槍（日本自衛隊術語上稱為連裝機槍）。而且74式亦被設想為如有必要被帶出到車外或室外以後，在地上架設於三腳架之上用作重機槍。
此外，能登半島沿海不明船事件以後，海上自衛隊反思其沒有可用以對小型船隻作警告射擊的武器，於是74式7.62毫米車載機槍又被安裝在反潛直升機，如SH-60J、SH-60K以上用作機載機槍（艙門機槍）。這些直升機的艙門機槍手可從機艙操作該機槍射擊。

## 現狀
由於74式也有62式通用機槍相同的毛病，所以日本自衛隊目前在坦克和裝甲車上也安裝美國的M2HB重機槍，而74式車載機槍基本上處於輔助地位。

## 使用國
- 日本：被自卫队所使用。

## 資料來源
1. ↑  .   [2009-01-13]. （原始内容存档于2009-02-08） （日语）.
2. ↑  .   [2009-01-26]. （原始内容存档于2009-07-20） （日语）.
3. ↑  ６１式戦車　Story of Type61 tank
4. ↑  .   [2020-09-29]. （原始内容存档于2013-12-22）.